# Pierre de Villeneuve
Pierre De Villeneuve (né en 1948 à Chambéry), est le président-directeur général de BNP Paribas Cardif, filiale d’assurances du Groupe BNP Paribas  et l'un des dix premiers assureurs européens. Il a accompagné le développement du métier assurance de l’entreprise depuis sa création en 1973. En quarante ans, il a assuré de nombreuses fonctions au sein de la société et dirigé Cardif Assurance Vie et Cardif Assurances Risques Divers.

## Formation
1972 : il est diplômé de l'Institut de science financière et d'assurances (ISFA) de Lyon.

## Carrière
- 1973-1992 : Il participe au développement de Cardif et prend en charge différentes fonctions[4].
- 1992-2004 : Il devient directeur général de Cardif Assurance Vie
- 2004-2005 : Il prend en charge les responsabilités de directeur général délégué de Cardif Assurance Vie
- 2002-2005 : Il est nommé directeur général délégué de Cardif-Assurances Risques Divers
- 2005 : Il devient directeur général de Cardif-Assurances Risques Divers.Il est également président du Conseil d'administration de Cardif Assicurazioni en Italie et de Cardif Leven en Belgique[5]
- 2005-2013 : Il est administrateur directeur général délégué et membre du Comité exécutif de BNP Paribas Cardif
- Depuis 2013 : Il est président-directeur général de BNP Paribas Cardif.

## Carrière sportive
Il a fait partie de l'équipe de France de canoë-kayak avec son frère aîné Louis, décrochant la médaille de bronze aux championnats du monde en 1969. En 1972, il décide d’arrêter sa carrière sportive pour se concentrer sur ses études d’actuariat.  

## Participation associative
- 1991-1998 : Il devient président de l'Association des Actuaires diplômés de l'Institut de science financière et d'assurances (ISFA)[7].
- 1994-1998 : Il est membre et administrateur de la Fédération Française des Actuaires (FFA).
- Depuis 1996 : Il est président du Comité technique puis du Comité Vie des Assurances de Personnes de la Fédération française des sociétés d'assurances (FFSA)[8].

- Depuis 2015: Il est président du Groupement français des bancassureurs[9].
- En avril 2017, il succède à Philippe Perret à la fonction de Président du Fonds Stratégique de Participation[10] qu'il occupe jusqu'en avril 2018.
- Depuis le 4 juillet 2018 : il est président du Haut-conseil de l’Institut des actuaires[11].